# Powiat poniewieski
Powiat lub Ujezd poniewieski – dawny powiat, położony pośrodku guberni kowieńskiej, utworzony po rozbiorach Polski na miejsce powiatu upickiego województwa trockiego I Rzeczypospolitej. Częściowo odpowiada mu dzisiejsza Poniewież (rejon miejski) na Litwie.